# Karvio kanal
Karvio kanal (fi. Karvion kanava) är en kanal på Heinävesistråten i byn Karvio i Heinävesi kommun. Kanalen förbinder sjöarna Kermajärvi och Varisvesi. Kanalen är 300 meter lång, har en sluss och en höjdskillnad på 1,80 meter. Den byggdes 1895–1896. Kanalen korsas med en bro av riksväg 23.
Kaivo kanal utvidgades och moderniserades aldrig utan kom att ersättas av en djupfarled från Nyslott via Varkaus till Kuopio som byggdes under 1960- och 1970-talen (Taipale kanal och Konnus kanal).